# Sternidius chemsaki
Sternidius chemsaki là một loài bọ cánh cứng trong họ Cerambycidae.